# Koichi Hashiratani
Koichi Hashiratani (柱谷 幸一, Hashiratani Koichi) né le 1er mars 1961 à Kyoto au Japon est un footballeur japonais.